# Repehiv, Jîdaciv
Repehiv (în ucraineană Репехів) este un sat în comuna Bakivți din raionul Jîdaciv, regiunea Liov, Ucraina.

## Demografie
Componența lingvistică a localității Repehiv
     Ucraineană (100%)
Conform recensământului din 2001, toată populația localității Repehiv era vorbitoare de ucraineană (100%).